# Ів Бітсекі
Ів Бітсекі (фр. Yves Bitséki, нар. 23 квітня 1983, Бітам) — габонський футболіст, воротар клубу «Мунана».
Виступав, зокрема, за клуб «Бітам», а також національну збірну Габону.

## Клубна кар'єра
Мото є вихованцем клубу «Бітам». Проте у дорослому футболі дебютував 2008 року виступами за команду клубу «Мангаспорт», в якій провів один сезон. Своєю грою за цю команду привернув увагу представників тренерського штабу клубу «Бітам», до складу якого приєднався 2009 року. Відіграв за бітамську команду наступні п'ять сезонів своєї ігрової кар'єри. До складу клубу «Мунана» приєднався 2015 року. Відтоді й на даний час захищає кольори цього клубу. 

## Виступи за збірну
З 2010 року викликався до національної збірної Габону. Дебютував у складі футбольної збірної Габону 9 січня 2012 року в товариському матчі проти Буркіна-Фасо, який закінчився нічиєю. Був учасником Чемпіонату африканських націй 2014 року. 
У складі збірної був учасником Кубка африканських націй 2010 року в Анголі, де разом з командою здобув «срібло», Кубка африканських націй 2012 року у Габоні та Екваторіальній Гвінеї, Кубка африканських націй 2015 року в Екваторіальній Гвінеї (на всіх трьох турнірах був дублером Дідьє Овоно, через що не зіграв там жодного офіційного матчу), Кубка африканських націй 2017 року у Габоні.

### Голи за збірну
Рахунок та результат збірної Габону в таблиці вказано першим.
| №  | Дата           | Місце                                       | Суперник | Рахунок | Результат | Змагання    |
| -- | -------------- | ------------------------------------------- | -------- | ------- | --------- | ----------- |
| 1. | 8 вересня 2015 | Стадіон Національних Героїв, Лусака, Замбія | Замбія   | 1–1     | 1–1       | Товариський |

## Досягнення
- Національний чемпіонат
  -  Чемпіон (1): 2010

- Кубок Габону
  -  Володар (1): 2010